# Marcello Caetano
Marcello José das Neves Alves Caetano (født 17. august 1906, død 26. oktober 1980) var Portugals premierminister i 1968-74.
Han blev styrtet under Nellikerevolutionen, da han opholdt sig hos Nationalgarden på Largo do Carmo.